# 杨判社墓
杨判社墓，位于中国广东省湛江市遂溪县黄略镇乌蛇岭西，为遂溪县的一个县级文物保护单位，类型为古墓葬，公布时间为2005年4月6日。
杨判社墓的历史年代为宋代。